# Thaumalea becca
Thaumalea becca is een muggensoort uit de familie van de bronmuggen (Thaumaleidae). De wetenschappelijke naam van de soort is voor het eerst geldig gepubliceerd in 1995 door Arnaud and Boussy.